# Hitman GO
Hitman GO — пошаговая компьютерная видеоигра-головоломка, разработанная канадской студией Square Enix Montreal и выпущенная японской международной компанией Square Enix. Игра была анонсирована в феврале 2014 года. Сначала она вышла на iOS в апреле 2014, затем на Android (в июне 2014). Версии для Windows и Windows Phone были выпущены уже в следующем году, в апреле 2015 года. В феврале 2016 года игра вышла на консолях PlayStation 4 и PlayStation Vita, а также под Linux с подзаголовком Definitive Edition. Hitman GO является дебютной игрой студии Square Enix Montreal, основанной в 2011 году. Разработка игры началась в 2013 году, над ней работали одиннадцать человек. В отличие от других игр франшизы, Hitman GO сделана на движке Unity.
Как и в предыдущих играх серии Hitman, игрок управляет Агентом 47. В отличие от других игр серии, Hitman GO похожа на настольную игру — персонажи сделаны в виде игровых фигурок. Уровни состоят из узлов и линий для перемещений. Вражеские персонажи, подобно шахматам, перемещаются на узел, который они занимают во время хода. По мере того, как игрок проходит уровни, вводятся новые типы врагов, чтобы увеличить сложность головоломок.
После выхода игра получила положительные отзывы от критиков и игроков. Среди её главных достоинств назывались простая игровая механика, эстетика и приспособленность для мобильных устройств. Hitman GO получила несколько наград и номинаций от различных игровых изданий. Игра стала своеобразным началом серии GO: после Hitman GO в 2015 году вышла Lara Croft GO, основанная на франшизе Tomb Raider, в 2016-м — Deus Ex GO, сделанная по серии Deus Ex.

## Игровой процесс
Hitman GO представляет собой пошаговую видеоигру-головоломку из серии Hitman. Для каждого уровня в игре создаётся игровая доска на сеточной основе, состоящая из узлов и линий. Узлы — это позиции, которые могут занимать игрок и его противники, а линии используются для перемещения между узлами во время хода. Игроки берут под контроль главного героя серии игр Hitman Агента 47. Используя сенсорное управление на мобильных устройствах, игрок проводит пальцем по линии в том направлении, куда должен идти Агент. В версии Definitive Edition для компьютеров сенсор заменён щелчком, удержанием и перемещением с помощью мыши. Как только игрок заканчивает свой ход, все враги на доске начинают двигаться одновременно. На каждом уровне есть главное задание для его прохождения: на некоторых уровнях игроку понадобится провести 47-го к конечному узлу или же убить определённую цель. Игрок может убивать врагов, перемещаясь на вражеский узел, и Агент 47 так же точно может быть убит врагом, который переместился на его узел.
По мере прохождения игры уровни усложняются, вводятся новые враги и механики. Для каждого типа врагов предусмотрена одежда своего цвета, что позволяет игроку отслеживать их перемещения. Некоторые враги могут оставаться неподвижными, в то время как другие перемещаются по определённым маршрутам. На высоких уровнях игроку иногда приходится отпирать двери, закрывающие путь к цели; для этого ему приходится собирать спрятанные на доске ключи. Люки, соединяющие разные точки на доске, позволяют игроку перемещаться между ними в свой ход. Как и во всех играх серии Hitman, Агент может маскироваться, переодеваясь в одежду противника. С её помощью можно пройти мимо врагов определённой категории, не привлекая их внимания. Узлы с листьями папоротника позволяют Агенту 47 оставаться незамеченным. Существует возможность отвлечь (или привлечь) внимание противника с помощью метательных объектов. Огнестрельное оружие также можно использовать — оно необходимо для стрельбы по целям или препятствиям.
На большинстве уровней имеются бонусные задачи — например, собрать портфель или закончить миссию, никого (кроме цели) не убивая. За выполнение бонусных заданий даются звёздочки, которые нужны для разблокировки следующей серии уровней. Игра была первоначально выпущена с пятью такими сериями, одна из которых была отсылкой к игре Hitman: Blood Money. В игре есть возможность совершать микротранзакции, которые дают подсказки к головоломкам или открывают новые серии уровней.

## Разработка и выпуск
Hitman GO был разработан канадской студией Square Enix Montreal. Игра стала первой в истории студии, которая была основана в конце 2011 года сотрудниками другой студии, Square Enix Europe. После своего создания студия объявила, что её первым проектом будет видеоигра в серии Hitman. В первоначальные планы основателей студии входили создание консольных игр класса AAA и расширение команды до 150 человек. Спустя год, когда команда разработчиков ещё расширялась, работа над консольной игрой была отменена и было принято решение переключиться на мобильные игры. Это решение повлекло за собой уход примерно трети сотрудников.
Над разработкой концепции Hitman GO работало четыре человека. Первые модели строились на бумаге с использованием фигурок, распечатанных на принтере. Непосредственно разработка проекта началась в середине 2013 года. Его креативным директором был Даниэль Лутц, а размер команды на протяжении дальнейшей работы достиг 11 человек. Square Enix Montreal выбирали между несколькими различными движками, на основе которых могла строиться игра, но достаточно быстро определились с выбором, остановив его на движке Unity, так как у него был низкий барьер входа и он поддерживался основными мобильными платформами. К тому же некоторые члены команды разработчика имели опыт создания проектов на Unity. Первый рабочий прототип и базовый редактор уровней для движка были разработаны за несколько дней.
При разработке Hitman GO Лутц и его команда учитывали такие специфические факторы, как цена игры, бренд, жанр, ожидания игроков и т. д. Описывая жанр Hitman GO, Лутц говорил, что Square Enix Montreal могла бы спроектировать бесконечно играющий платформер на основе игрового мира Hitman. Однако разработчики решили, что такой стиль игры не будет соответствовать ценностям серии и будет плохо воспринят фанатами Hitman. Поэтому было решено встроить мир Hitman в антураж настольной игры, поскольку такой жанр даёт игрокам время подумать и спланировать свои действия перед выполнением хода. Это хорошо укладывалось в концепцию серии как «игры для мыслящего человека». Дизайнеры среди прочего тестировали функцию, которая позволяла игрокам сидеть в засаде, подкарауливая цель, как это делается в играх основной линейки серии. В итоге, однако, эта функция не вошла в финальную версию, поскольку с её помощью игроки могли убивать любую цель на доске, что мешало головоломкам работать нормально. Стиль изображений имитировал архитектурные макеты и диорамы. Персонажи были созданы в фиксированных позах, с неподвижными конечностями. Вместо того, чтобы создать подробные текстуры, которые требуют дополнительной памяти, художники решили ограничиться использованием набора цветов в качестве способа различения персонажей. Этот метод позволил разработчикам создать множество ярких цветных персонажей без затраты значительных ресурсов на отрисовку. Square Enix Montreal также решили не включать в игру диалоги и ролики и максимально упростить общий сюжет, мотивируя это тем, что люди обычно не играют на смартфоне подолгу.
Hitman GO был официально анонсирован в феврале 2014 года. 17 апреля 2014 года игра вышла на iOS, а 4 июня того же года и на Android. Версии для Microsoft Windows и Windows Phone были выпущены 27 апреля 2015 года. На E3 2015 года компания Oculus VR продемонстрировала версию Hitman GO на VR для Samsung Gear VR. 5 декабря 2015 года на конференции PlayStation Experience было объявлено о выходе игры на консолях PlayStation 4 и PlayStation Vita с подзаголовком Definitive Edition, выход игры на консолях состоялся 23 февраля 2016 года. Версия Definitive Edition вышла на Linux и Windows через магазин Steam. В 2020 году игра стала временно бесплатной на телефонах.

## Критика
| Сводный рейтинг       | Сводный рейтинг                                    |
| Агрегатор             | Оценка                                             |
| --------------------- | -------------------------------------------------- |
| GameRankings          | 81,37 % (iOS) 77,90 % (PS4)                        |
| Metacritic            | 81/100 (iOS) 72/100 (PC) 77/100 (PS4) 80/100 (PSV) |
| Иноязычные издания    |                                                    |
| Издание               | Оценка                                             |
| Destructoid           | 8/10                                               |
| Eurogamer             | 7/10                                               |
| GameSpot              | 6/10                                               |
| IGN                   | 8,2/10                                             |
| Joystiq               | [ 4 ]                                              |
| PC Gamer (UK)         | 72/100                                             |
| Polygon               | 8/10                                               |
| Русскоязычные издания |                                                    |
| Издание               | Оценка                                             |
| «IGN Россия»          | 8/10                                               |
| StopGame.ru           | «Похвально»                                        |
| «Игры Mail.ru»        | 8/10                                               |
| «Канобу»              | 7/10                                               |

Hitman GO получил в целом благоприятные отзывы от критиков согласно сайту-агрегатору Metacritic. До выхода игры многие относились к Hitman GO со скептицизмом из-за отхода от оригинальной идеи Hitman и превращения её в мобильную игру-головоломку, но, поиграв в эту игру, критики признали, что Hitman GO приятна и творчески подходит к концепции франшизы.
Визуальный и эстетический компонент оформления в виде настольной игры был положительно оценён большинством рецензентов. По мнению редактора Joystiq Энтони Джона Аньелло, что цветовое решение и изобразительные мотивы Hitman GO более привлекательны, чем дизайн Hitman: Absolution. В своём отзыве он особо выделил экран выбора уровня и использование полей настольной игры в меню. Аньелло назвал Hitman GO впечатляющим дебютом для Square Enix Montreal и заявил, что игра идеально подходит для устройств с сенсорным экраном. Бриттани Винсент из Destructoid также положительно отозвалась об интерфейсе, отметив, что минималистичный дизайн уровней, делающий их похожими на кукольные домики, не мешает получать удовольствие от игры. На сходство персонажей персонажей с фишками из настольной игры указывали также рецензенты Eurogamer и IGN. Простоту геймплея и минималистический подход высоко оценил Артур Гис из Polygon. По его словам, создатели Hitman GO блестяще ухватили и выразили суть элементов серии средствами сложной настольной игры. Рецензенты похвалили реиграбельность и интеллектуальный вызов, который бросают игроку бонусные задания.
Критику вызвали ограничения, которые сетка, лежащая в основе игровой доски, накладывает на выбор путей к выполнению задачи и завершению уровня. Polygon писал, что механика отвлекающих манёвров и убийств была хорошо адаптирована к условиям настольной игры, но с сожалением отметил, что некоторые уровни не могут быть завершены без убийства нецелевых охранников. Рецензент Destructoid также разделяла недовольство тем, что свобода выбора пути к выполнению задачи, бывшая одним из ключевых достоинств оригинальной серии, утеряна в новом антураже. Eurogamer и IGN писали, что микротранзакции в игре стоят очень дорого, но одновременно отмечали, что без них можно легко обойтись, поскольку решения для целых уровней регулярно появляются в Интернете. Фил Сэвидж из PC Gamer подчеркнул, что в версии Definitive Edition для ПК не удалось избавиться от особенностей, свойственных играм для мобильных устройств. Так, по его словам, функция drag-and-drop работала далеко не идеально, но эстетика и геймплей всё ещё были хороши. Рецензент GameSpot был глубоко разочарован версией для VR. По его мнению, игра не смогла обеспечить эскапизм, ожидаемый от VR-игры. Признавая, что игра сама по себе хороша, Gamespot отговаривал читателей от покупки версии для VR, не сто́ящей, по мнению критика, таких усилий.

### Награды
Hitman GO получила две награды — за лучший игровой дизайн и за лучшую игру на iOS — на Canadian Videogame Awards в 2014 году. В том же году Национальная академия видеоигр (NAVGTR) выдвинула её на награду в номинации «Игра специального класса». Hitman GO претендовала на Golden Joystick Awards в двух номинациях — за лучший визуальный дизайн и за лучшую мобильную игру 2014 года. В 2015 году игра была номинирована на 11-ю премию Британской академии игр также в двух категориях — дебютная игра и «Mobile & Handheld». Издания GameSpot и IGN включили Hitman GO в свои списки лучших мобильных игр 2014 года. Российский сайт Игры Mail.ru назвал её одной из лучших игр апреля 2014 года.

## Продолжения
На E3 2015 Square Enix Montreal объявили о выходе игры Lara Croft GO, развивающей идеи Hitman GO, но во вселенной Tomb Raider. Игра вышла 27 августа 2015 года. В Lara Croft GO игроки используют сенсорное управление для перемещения Лары Крофт по уровню, также состоящему из узлов и линий. Основная механика и дизайн игры похожи на Hitman GO. Разработчики не хотели, чтобы Lara Croft GO была полностью похожей на Hitman GO, поэтому акцент был сделан на решении головоломок и элементах геймплея, характерных для франшизы Tomb Raider. В 2016 году Square Enix Montreal анонсировала игру Deus Ex GO, основанную на серии игр Deus Ex.